# Virginia Ruzici
Virginia Ruzici (* 31. Januar 1955 in Câmpia Turzii) ist eine ehemalige rumänische Tennisspielerin.

## Karriere
Ruzici, die 1975 Profispielerin wurde, gewann in ihrer Karriere neun Einzel- und 12 Doppeltitel.
Höhepunkt ihrer Laufbahn waren die French Open 1978, bei denen sie sowohl im Einzel als auch im Doppel den Titel gewann; außerdem stand sie dort im Mixed-Finale. Im Einzel besiegte sie im Endspiel die Vorjahressiegerin Mima Jaušovec mit 6:2 und 6:2, mit der zusammen sie sich den Doppeltitel des Grand-Slam-Turniers mit einem Dreisatzsieg über Lesley Bowrey und Gail Lovera sicherte.
1980 erreichte Ruzici zum zweiten Mal das Finale der French Open, in dem sie gegen Chris Evert-Lloyd verlor.
Von 1973 bis 1983 spielte sie für die rumänische Fed-Cup-Mannschaft, von ihren 38 Fed-Cup-Partien konnte sie 25 siegreich gestalten.

## Grand-Slam-Titel

### Einzel
| Nr. | Datum | Turnier     | Kategorie  | Belag | Finalgegnerin | Ergebnis |
| --- | ----- | ----------- | ---------- | ----- | ------------- | -------- |
| 1.  | 1978  | French Open | Grand Slam | Sand  | Mima Jaušovec | 6:2, 6:2 |

### Doppel
| Nr. | Datum | Turnier     | Kategorie  | Belag | Partnerin     | Finalgegnerinnen          | Ergebnis      |
| --- | ----- | ----------- | ---------- | ----- | ------------- | ------------------------- | ------------- |
| 1.  | 1978  | French Open | Grand Slam | Sand  | Mima Jaušovec | Lesley Bowrey Gail Lovera | 5:7, 6:4, 8:6 |

## Persönliches
Virginia Ruzici, die mit einem deutschen Rechtsanwalt verheiratet ist, hat eine Tochter und lebt in Paris.